# Lábelkötés

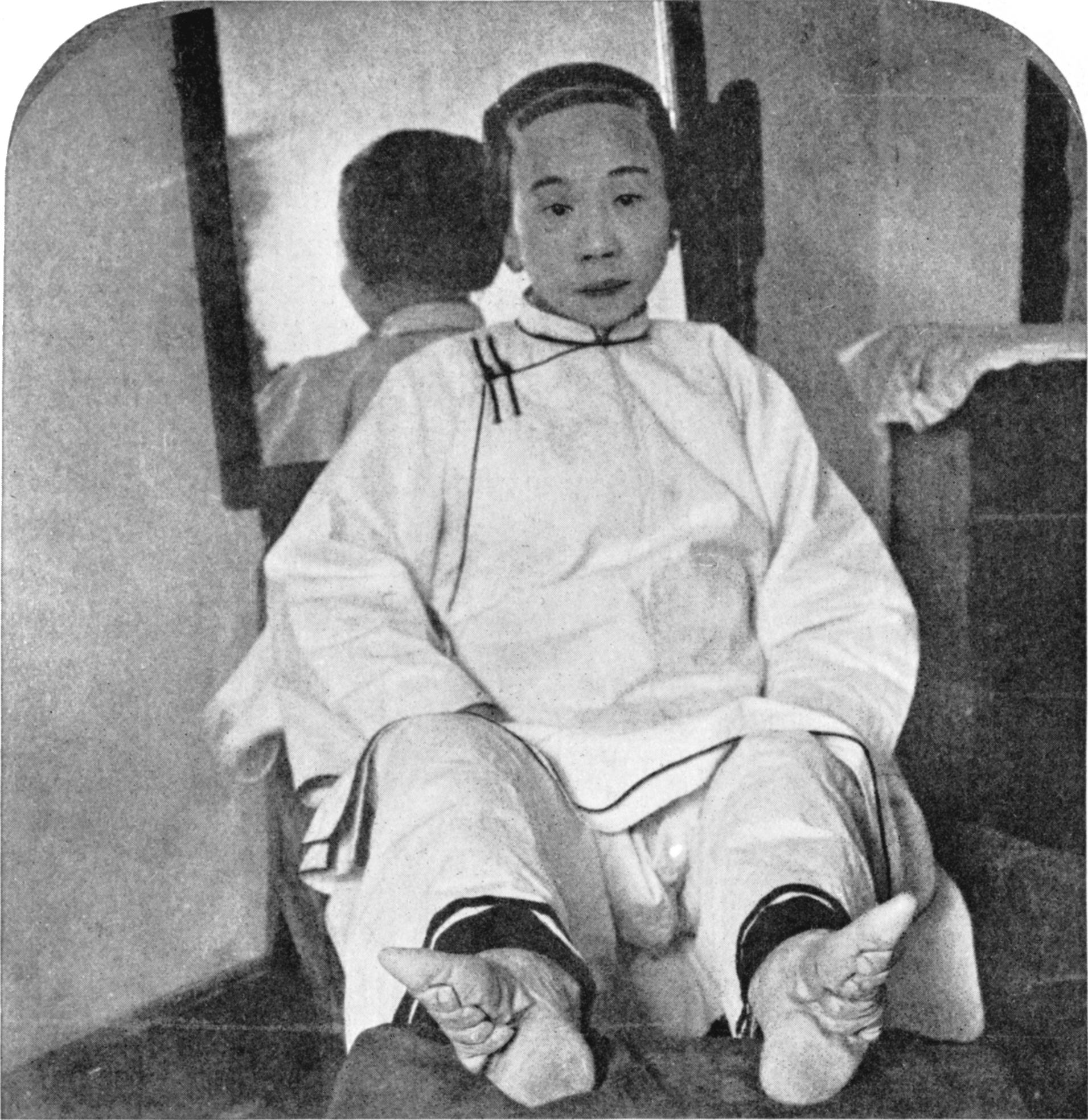
Egy kínai nő elkötött lábakkal

A nők lábelkötésének szokása Kínában körülbelül ezer évig létezett. A divat azért alakult ki, mert ebben a korban a kis lábfej a nőknél az érzékiség, intimitás kifejezője volt, nagy szerepe volt, egyfajta fetisizmusként, a szexualitásban.
A kislányoknak, általában 4 éves koruktól, a lábfejük négy-négy kis ujját erősen a talp alá hátrahajtva szorosan bekötötték, hogy a lábfej ne nőhessen tovább. A kötést gyakran cserélték, de folyamatosan szükség volt rá. Körülbelül egy éven belül a lábfej már erősen deformálódott. A tortúra mintegy tíz évig tartott, végül a nő lábfeje körülbelül tíz centivel a normális alatt maradt. A gyakorlat néha halálos kimenetelű lábfertőzéssel vagy teljes bénulással járt.
A lábelkötés először Észak-Kínában terjedt el a gazdagok között, a 10. században. A gazdag családok nőtagjainak nem kellett fizikai munkát végeznie a földeken. A láb elkötésével azt érték el, hogy nem is volt képes dolgozni, valamint, hogy csak „bájosan” tipegve tudott járni. A megkötött láb ezért elsősorban a gazdagságot jelentette, és idővel a nők legintimebb testrészévé vált (még a nemi szerveknél is ritkábban ábrázolták).  A szokás lassan elterjedt az összes társadalmi szinten, kivéve a legszegényebbek között, ahol szükséges volt, hogy a nők is dolgozzanak a megélhetésért.

## Kapcsolódó szócikk
- Mesterséges koponyatorzítás